# Sommer-Paralympics 2016/Teilnehmer (Slowenien)
| stlisierte Goldmedaille | stlisierte Silbermedaille | stlisierte Bronzemedaille |
| ----------------------- | ------------------------- | ------------------------- |
| 1                       | 1                         | —                         |

Slowenien entsandte eine Athletin und sieben Athleten zu den Paralympischen Sommerspielen 2016 in Rio de Janeiro,  die in fünf Sportarten antraten. Fahnenträger für Slowenien bei der Eröffnungsfeier war der Schütze Gorazd Francek Tirsek.

## Medaillen

### Medaillenspiegel
| Rang   | Sportart | Gold | Silber | Bronze | Gesamt |
| ------ | -------- | ---- | ------ | ------ | ------ |
| 1      | Schießen | 1    | 1      | 0      | 2      |
| Gesamt | Gesamt   | 1    | 1      | 0      | 2      |

## Teilnehmer nach Sportart

### Leichtathletik
Laufen
| Athleten    | Wettbewerb   | Vorlauf | Vorlauf | Halbfinale | Halbfinale | Finale    | Finale | Rang |
| Athleten    | Wettbewerb   | Zeit    | Rang    | Zeit       | Rang       | Zeit      | Rang   | Rang |
| ----------- | ------------ | ------- | ------- | ---------- | ---------- | --------- | ------ | ---- |
| Männer      |              |         |         |            |            |           |        |      |
| Sandi Novak | Marathon T12 | —       | —       | —          | —          | 3:02:36 h | 8      | 8    |

### Kanu
| Athleten     | Wettbewerb | Vorlauf  | Vorlauf | Halbfinale | Halbfinale | Finale   | Finale | Rang |
| Athleten     | Wettbewerb | Zeit     | Rang    | Zeit       | Rang       | Zeit     | Rang   | Rang |
| ------------ | ---------- | -------- | ------- | ---------- | ---------- | -------- | ------ | ---- |
| Männer       |            |          |         |            |            |          |        |      |
| Dejan Fabcic | KL2 200 m  | 48,131 s | 3       | 48,633 s   | 2          | 47,420 s | 6      | 6    |

### Radsport

#### Straße
| Athleten       | Wettbewerb          | Zeit         | Rang |
| -------------- | ------------------- | ------------ | ---- |
| Männer         |                     |              |      |
| Primoz Jeralic | Einzelzeitfahren H5 | 33:35,96 min | 10   |
| Primoz Jeralic | Straßenrennen H5    | 1:54:42 h    | 10   |

### Schießen
| Athleten              | Wettbewerb                  | Qualifikation   | Qualifikation | Finale          | Finale        | Rang   |
| Athleten              | Wettbewerb                  | Ringe/ Scheiben | Rang          | Ringe/ Scheiben | Rang          | Rang   |
| --------------------- | --------------------------- | --------------- | ------------- | --------------- | ------------- | ------ |
| Männer                |                             |                 |               |                 |               |        |
| Franc Pinter          | 10 m Luftgewehr stehend SH1 | 613,8           | 11            | ausgeschieden   | ausgeschieden | 11     |
| Franc Pinter          | 50 m Dreistellungskampf SH1 | 1122            | 18            | ausgeschieden   | ausgeschieden | 18     |
| Mixed                 |                             |                 |               |                 |               |        |
| Franc Pinter          | 10 m Luftgewehr liegend SH1 | 626,6           | 29            | ausgeschieden   | ausgeschieden | 29     |
| Gorazd Francek Tirsek | 10 m Luftgewehr liegend SH2 | 635,1           | 4             | 104,1           | 7             | 7      |
| Veselka Pevec         | 10 m Luftgewehr liegend SH2 | 632,7           | 13            | ausgeschieden   | ausgeschieden | 13     |
| Damjan Pavlin         | 10 m Luftgewehr liegend SH2 | 628,8           | 21            | ausgeschieden   | ausgeschieden | 21     |
| Gorazd Francek Tirsek | 10 m Luftgewehr stehend SH2 | 634,5           | 2             | 210,8           | 2             | Silber |
| Veselka Pevec         | 10 m Luftgewehr stehend SH2 | 634,9           | 1             | 211,0           | 1             | Gold   |
| Damjan Pavlin         | 10 m Luftgewehr stehend SH2 | DSQ             | DSQ           | ausgeschieden   | ausgeschieden | DSQ    |
| Franc Pinter          | 50 m Gewehr liegend SH1     | 595,8           | 38            | ausgeschieden   | ausgeschieden | 38     |

### Schwimmen
| Athleten    | Wettbewerb            | Vorlauf     | Vorlauf | Finale      | Finale | Rang |
| Athleten    | Wettbewerb            | Zeit        | Rang    | Zeit        | Rang   | Rang |
| ----------- | --------------------- | ----------- | ------- | ----------- | ------ | ---- |
| Männer      |                       |             |         |             |        |      |
| Darko Duric | 50 m Schmetterling S5 | 40,99 s     | 8       | 40,92 s     | 8      | 8    |
| Darko Duric | 50 m Freistil S4      | —           | —       | 41,21 s     | 4      | 4    |
| Darko Duric | 100 m Freistil S4     | 1:28,26 min | 4       | 1:27,17 min | 5      | 5    |
| Darko Duric | 200 m Freistil S4     | 3:05,03 min | 2       | 3:05,02 min | 4      | 4    |